# フラーブルイ (大型ミサイル艦)
フラーブルイ(ロシア語:Храбрыйフラーブルィイ)は、ソ連で建造された大型ミサイル艦(Большой ракетный корабль)である。艦名は、「勇敢な」といった意味のロシア語の形容詞である。

## 概要
フラーブルイは、57-bis型大型ミサイル艦の9番艦として建造された。工場番号は91号艦で、1959年4月9日付けで海軍に登録された。年内にはコムソモリスク・ナ・アムーレの第199工場(レーニンスキイ・コムソモール記念工場)で起工し、1961年には進水した。しかし、1963年7月1日には工事は停止され、保管に入れられた。
1969年1月25日付けでエネルギー船(Энергетическое судно)に種別を変更され、名称もENS-73(ЭНС-73エーエーネース・スィェーミヂェスャト・トリー)に改められた。こうして結局、フラーブルイがソ連で起工された最後の大型ミサイル艦となった。
資金資産局への引渡しと解体・売却のため1982年3月11日付けで海軍を退役し、「グラフトルチェルメト」に引き渡された。船体はベズィミャンナヤ湾に放棄され、次第に崩壊していった。